# Copa do Mundo FIFA de 2022 – Grupo C
O Grupo C da Copa do Mundo FIFA 2022 acontecerá de 22 a 30 de novembro de 2022. O grupo é formado por Argentina, Arábia Saudita, México e Polônia. As duas melhores equipes avançam para as oitavas de final.

## Equipes
| Inscrição            | Equipe         | Confederação | Método de qualificação       | Data de qualificação   | Aparições em Copas | Última participação | Melhor resultado              | Ranking da FIFA |
| Inscrição            | Equipe         | Confederação | Método de qualificação       | Data de qualificação   | Aparições em Copas | Última participação | Melhor resultado              | março de 2022   |
| -------------------- | -------------- | ------------ | ---------------------------- | ---------------------- | ------------------ | ------------------- | ----------------------------- | --------------- |
| C1 (cabeça-de-chave) | Argentina      | CONMEBOL     | 2º colocado na fase única    | 16 de novembro de 2021 | 18                 | 2018                | Campeão (1978 e 1986)         | 4°              |
| C2                   | Arábia Saudita | AFC          | Vencedor do grupo B          | 24 de março de 2022    | 6                  | 2018                | Oitavas de final (1994)       | 49°             |
| C3                   | México         | CONCACAF     | 2º colocado da terceira fase | 30 de março de 2022    | 16                 | 2018                | Quartas de final (1970, 1986) | 9°              |
| C4                   | Polónia        | UEFA         | Vencedor da repescagem B     | 29 de março de 2022    | 9                  | 2018                | Terceiro lugar (1974 e 1982)  | 26º             |

## Encontros anteriores em Copas do Mundo
- Argentina x Arábia Saudita: Nenhum encontro
- México x Polônia:
  - 1978, fase de grupos: Polônia 3-1 México
- Argentina x México:
  - 2006, Oitavas de final: Argentina 2-1 México
  - 2010, Oitavas de final: Argentina 3-1 México
- Polônia x Arábia Saudita: Nenhum encontro
- Polônia x Argentina:
  - 1974, fase de grupos: Polônia 3-2 Argentina
  - 1978, fase de grupo: Argentina 2-0 Polônia
- Arábia Saudita x México: Nenhum encontro

## Classificação
| Pos | Equipe         | Pts | J | V | E | D | GP | GC | SG | Classificado      |
| --- | -------------- | --- | - | - | - | - | -- | -- | -- | ----------------- |
| 1   | Argentina      | 6   | 3 | 2 | 0 | 1 | 5  | 2  | +3 | Fase eliminatória |
| 2   | Polónia        | 4   | 3 | 1 | 1 | 1 | 2  | 2  | 0  | Fase eliminatória |
| 3   | México         | 4   | 3 | 1 | 1 | 1 | 2  | 3  | −1 | Eliminado         |
| 4   | Arábia Saudita | 3   | 3 | 1 | 0 | 2 | 3  | 5  | −2 | Eliminado         |

## Partidas
Todas as partidas seguem o fuso horário UTC+3.

### Argentina x Arábia Saudita
| 22 de novembro | Argentina       | 1 – 2     | Arábia Saudita                 | Estádio Nacional de Lusail, Lusail         |
| 13:00          | Messi 10' (pen) | Relatório | Al-Shehri 48' · Al-Dawsari 53' | Público: 88 012 Árbitro: SVN Slavko Vinčić |

| Argentina | Arábia Saudita |

| GK             | 23 | Emiliano Martínez      |
| RB             | 26 | Nahuel Molina          |
| CB             | 13 | Cristian Romero 59'    |
| CB             | 19 | Nicolás Otamendi       |
| LB             | 3  | Nicolás Tagliafico 71' |
| CM             | 7  | Rodrigo de Paul        |
| CM             | 5  | Leandro Paredes 59'    |
| CM             | 17 | Papu Gómez 59'         |
| RF             | 10 | Lionel Messi           |
| CF             | 22 | Lautaro Martínez       |
| LF             | 11 | Ángel Di María         |
| Substituições: |    |                        |
| DF             | 25 | Lisandro Martínez 59'  |
| FW             | 9  | Julián Álvarez 59'     |
| MF             | 24 | Enzo Fernández 59'     |
| MF             | 8  | Marcos Acuña 59'       |
| Treinador:     |    |                        |
| Lionel Scaloni |    |                        |

| GK             | 21 | Mohammed Al-Owais 90+2'     |
| RB             | 12 | Saud Abdulhamid 82'         |
| CB             | 17 | Hassan Al-Tambakti          |
| CB             | 5  | Ali Al-Bulaihi 75'          |
| LB             | 13 | Yasser Al-Shahrani 90+9'    |
| CM             | 23 | Mohamed Kanno               |
| CM             | 8  | Abdulellah Al-Malki 67'     |
| CM             | 7  | Salman Al-Faraj 45+4'       |
| RF             | 9  | Firas Al-Buraikan 89'       |
| CF             | 11 | Saleh Al-Shehri 78'         |
| LF             | 10 | Salem Al-Dawsari 79'        |
| Substituições: |    |                             |
| MF             | 18 | Nawaf Al-Abed 88' 45+4' 88' |
| DF             | 2  | Sultan Al-Ghannam 78'       |
| DF             | 4  | Abdulelah Al-Amri 88'       |
| FW             | 25 | Haitham Asiri 89'           |
| DF             | 6  | Mohammed Al-Breik 90+9'     |
| Treinador:     |    |                             |
| Hervé Renard   |    |                             |

| Homem do Jogo: Mohammed Al-Owais Bandeirinhas: Tomaž Klančnik Andraž Kovačič Quarto árbitro: Maguette Ndiaye Quinto árbitro: El Hadj Malick Samba Árbitro assistente de vídeo: Pol van Boekel Árbitros assistentes de árbitro de vídeo: Bastian Dankert Abdelhak Etchiali Ricardo de Burgos Bengoetxea Nicolas Danos |

### México x Polônia
| 22 de novembro | México | 0 – 0     | Polónia | Estádio 974, Doha                        |
| 19:00          |        | Relatório |         | Público: 39 369 Árbitro: AUS Chris Beath |

| México | Polônia |

| GK              | 13 | Guillermo Ochoa      |
| RB              | 19 | Jorge Sánchez 29'    |
| CB              | 3  | César Montes         |
| CB              | 15 | Héctor Moreno 56'    |
| LB              | 23 | Jesús Gallardo       |
| CM              | 16 | Héctor Herrera 71'   |
| CM              | 4  | Edson Álvarez        |
| CM              | 24 | Luis Chávez          |
| RF              | 22 | Hirving Lozano       |
| CF              | 20 | Henry Martín 71'     |
| LF              | 10 | Alexis Vega 84'      |
| Substituições:  |    |                      |
| MF              | 8  | Carlos Rodríguez 71' |
| FW              | 9  | Raúl Jiménez 71'     |
| FW              | 21 | Uriel Antuna 84'     |
| Treinador:      |    |                      |
| Gerardo Martino |    |                      |

| GK                  | 1  | Wojciech Szczęsny             |
| RB                  | 18 | Bartosz Bereszyński           |
| CB                  | 15 | Kamil Glik                    |
| CB                  | 14 | Jakub Kiwior                  |
| LB                  | 2  | Matty Cash                    |
| DM                  | 19 | Sebastian Szymański 72'       |
| CM                  | 10 | Grzegorz Krychowiak           |
| CM                  | 20 | Piotr Zieliński 88'           |
| RW                  | 13 | Jakub Kamiński                |
| LW                  | 21 | Nicola Zalewski 46'           |
| CF                  | 9  | Robert Lewandowski            |
| Substituições:      |    |                               |
| MF                  | 6  | Krystian Bielik 46'           |
| MF                  | 24 | Przemysław Frankowski 76' 72' |
| FW                  | 7  | Arkadiusz Milik 88'           |
| Treinador:          |    |                               |
| Czesław Michniewicz |    |                               |

| Homem do Jogo: Guillermo Ochoa Bandeirinhas: Anton Shchetinin Ashley Beecham Quarto árbitro: Stéphanie Frappart Quinto árbitro: Neuza Back Árbitro assistente de vídeo: Shaun Evans Árbitros assistentes de árbitro de vídeo: Nicolás Gallo Martín Soppi Juan Soto Djibril Camara |

### Polônia x Arábia Saudita
| 26 de novembro | Polónia                         | 2 – 0     | Arábia Saudita | Estádio da Cidade da Educação, Al Rayyan    |
| 16:00          | Zieliński 39' · Lewandowski 82' | Relatório |                | Público: 44 259 Árbitro: BRA Wilton Sampaio |

| Polônia | Arábia Saudita |

| GK                  | 1  | Wojciech Szczęsny       |
| CB                  | 18 | Bartosz Bereszyński     |
| CB                  | 15 | Kamil Glik              |
| CB                  | 14 | Jakub Kiwior 15'        |
| RM                  | 2  | Matty Cash 16'          |
| CM                  | 6  | Krystian Bielik         |
| CM                  | 10 | Grzegorz Krychowiak     |
| LM                  | 24 | Przemysław Frankowski   |
| AM                  | 20 | Piotr Zieliński 63'     |
| CF                  | 7  | Arkadiusz Milik 19' 71' |
| CF                  | 9  | Robert Lewandowski      |
| Substituições:      |    |                         |
| MF                  | 13 | Jakub Kamiński 63'      |
| FW                  | 23 | Krzysztof Piątek 71'    |
| Treinador:          |    |                         |
| Czesław Michniewicz |    |                         |

| GK             | 21 | Mohammed Al-Owais           |
| RB             | 12 | Saud Abdulhamid             |
| CB             | 4  | Abdulelah Al-Amri 45+4'     |
| CB             | 5  | Ali Al-Bulaihi              |
| LB             | 6  | Mohammed Al-Breik 65'       |
| DM             | 8  | Abdulellah Al-Malki 20' 85' |
| CM             | 16 | Sami Al-Najei 46'           |
| CM             | 23 | Mohamed Kanno               |
| RW             | 9  | Firas Al-Buraikan           |
| LW             | 10 | Salem Al-Dawsari            |
| CF             | 11 | Saleh Al-Shehri 85'         |
| Substituições: |    |                             |
| MF             | 18 | Nawaf Al-Abed 46'           |
| DF             | 2  | Sultan Al-Ghannam 65'       |
| FW             | 20 | Abdulrahman Al-Aboud 85'    |
| MF             | 24 | Nasser Al-Dawsari 85' 90+5' |
| FW             | 19 | Hattan Bahebri 90+5'        |
| Treinador:     |    |                             |
| Hervé Renard   |    |                             |

| Homem do Jogo: Robert Lewandowski Bandeirinhas: Bruno Boschilia Bruno Pires Quarto árbitro: Kevin Ortega Quinto árbitro: Michael Orué Árbitro assistente de vídeo: Drew Fischer Árbitros assistentes de árbitro de vídeo: Armando Villarreal Nicolás Taran Leodán González Martín Soppi |

### Argentina x México
| 26 de novembro | Argentina                 | 2 – 0     | México | Estádio Nacional de Lusail, Lusail          |
| 22:00          | Messi 64' · Fernández 87' | Relatório |        | Público: 88 966 Árbitro: ITA Daniele Orsato |

| Argentina | México |

| GK             | 23 | Emiliano Martínez       |
| RB             | 4  | Gonzalo Montiel 43' 63' |
| CB             | 19 | Nicolás Otamendi        |
| CB             | 25 | Lisandro Martínez       |
| LB             | 8  | Marcos Acuña            |
| CM             | 7  | Rodrigo de Paul         |
| CM             | 18 | Guido Rodríguez 57'     |
| RW             | 11 | Ángel Di María 69'      |
| AM             | 10 | Lionel Messi            |
| LW             | 20 | Alexis Mac Allister 69' |
| CF             | 22 | Lautaro Martínez 63'    |
| Substituições: |    |                         |
| MF             | 24 | Enzo Fernández 57'      |
| FW             | 9  | Julián Álvarez 63'      |
| DF             | 26 | Nahuel Molina 63'       |
| MF             | 14 | Exequiel Palacios 69'   |
| DF             | 13 | Cristian Romero 69'     |
| Treinador:     |    |                         |
| Lionel Scaloni |    |                         |

| GK              | 13 | Guillermo Ochoa          |
| CB              | 3  | César Montes             |
| CB              | 2  | Néstor Araujo 22'        |
| CB              | 15 | Héctor Moreno            |
| DM              | 18 | Andrés Guardado 42'      |
| CM              | 16 | Héctor Herrera 66'       |
| CM              | 24 | Luis Chávez              |
| RW              | 26 | Kevin Álvarez 66'        |
| LW              | 23 | Jesús Gallardo           |
| CF              | 22 | Hirving Lozano 73'       |
| CF              | 10 | Alexis Vega 66'          |
| Substituições:  |    |                          |
| MF              | 14 | Érick Gutiérrez 50' 42'  |
| FW              | 9  | Raúl Jiménez 66'         |
| FW              | 21 | Uriel Antuna 66'         |
| FW              | 25 | Roberto Alvarado 89' 73' |
| Treinador:      |    |                          |
| Gerardo Martino |    |                          |

| Homem do Jogo: Lionel Messi Bandeirinhas: Ciro Carbone Alessandro Giallatini Quarto árbitro: István Kovács Quinto árbitro: Ovidiu Artene Árbitro assistente de vídeo: Massimiliano Irrati Árbitros assistentes de árbitro de vídeo: Paolo Valeri Roberto Díaz Pérez del Palomar Jérôme Brisard Jerson dos Santos |

### Polônia x Argentina
| 30 de novembro | Polónia | 0 – 2     | Argentina                      | Estádio 974, Doha                           |
| 22:00          |         | Relatório | Mac Allister 46' · Álvarez 67' | Público: 44 089 Árbitro: NED Danny Makkelie |

| Polônia | Argentina |

| GK                  | 1  | Wojciech Szczęsny         |
| RB                  | 2  | Matty Cash                |
| CB                  | 15 | Kamil Glik                |
| CB                  | 14 | Jakub Kiwior              |
| LB                  | 18 | Bartosz Bereszyński 72'   |
| RM                  | 20 | Piotr Zieliński 83'       |
| CM                  | 6  | Krystian Bielik 62'       |
| CM                  | 10 | Grzegorz Krychowiak 78'   |
| LM                  | 24 | Przemysław Frankowski 46' |
| CF                  | 16 | Karol Świderski 46'       |
| CF                  | 9  | Robert Lewandowski        |
| Substituições:      |    |                           |
| FW                  | 26 | Michał Skóraś 46'         |
| FW                  | 13 | Jakub Kamiński 46'        |
| MF                  | 8  | Damian Szymański 62'      |
| DF                  | 3  | Artur Jędrzejczyk 72'     |
| FW                  | 23 | Krzysztof Piątek 83'      |
| Treinador:          |    |                           |
| Czesław Michniewicz |    |                           |

| GK             | 23 | Emiliano Martínez       |
| RB             | 26 | Nahuel Molina           |
| CB             | 13 | Cristian Romero         |
| CB             | 19 | Nicolás Otamendi        |
| LB             | 8  | Marcos Acuña 49' 59'    |
| CM             | 7  | Rodrigo de Paul         |
| CM             | 24 | Enzo Fernández 79'      |
| RW             | 11 | Ángel Di María 59'      |
| AM             | 10 | Lionel Messi            |
| LW             | 20 | Alexis Mac Allister 84' |
| CF             | 9  | Julián Álvarez 79'      |
| Substituições: |    |                         |
| MF             | 5  | Leandro Paredes 59'     |
| DF             | 3  | Nicolás Tagliafico 59'  |
| FW             | 22 | Lautaro Martínez 79'    |
| DF             | 6  | Germán Pezzella 79'     |
| FW             | 16 | Thiago Almada 84'       |
| Treinador:     |    |                         |
| Lionel Scaloni |    |                         |

| Homem do Jogo: Alexis Mac Allister Bandeirinhas: Hessel Steegstra Jan de Vries Quarto árbitro: Saíd Martínez Quinto árbitro: Helpys Raymundo Feliz Árbitro assistente de vídeo: Pol van Boekel Árbitros assistentes de árbitro de vídeo: Bastian Dankert Kathryn Nesbitt Juan Soto Anton Shchetinin |

### Arábia Saudita x México
| 30 de novembro | Arábia Saudita   | 1 – 2     | México                  | Estádio Nacional de Lusail, Lusail          |
| 22:00          | Al-Dawsari 90+5' | Relatório | Martín 47' · Chávez 52' | Público: 84 965 Árbitro: ENG Michael Oliver |

| Arábia Saudita | México |

| GK             | 21 | Mohammed Al-Owais        |
| CB             | 17 | Hassan Al-Tambakti 52'   |
| CB             | 4  | Abdulelah Al-Amri 90+1'  |
| CB             | 5  | Ali Al-Bulaihi 37'       |
| RM             | 2  | Sultan Al-Ghannam 88'    |
| CM             | 15 | Ali Al-Hassan 34' 46'    |
| CM             | 23 | Mohamed Kanno            |
| LM             | 12 | Saud Abdulhamid          |
| RF             | 9  | Firas Al-Buraikan        |
| CF             | 11 | Saleh Al-Shehri 28' 62'  |
| LF             | 10 | Salem Al-Dawsari         |
| Substituições: |    |                          |
| MF             | 26 | Riyadh Sharahili 37'     |
| DF             | 3  | Abdullah Madu 81' 46'    |
| FW             | 20 | Abdulrahman Al-Aboud 62' |
| FW             | 19 | Hattan Bahebri 90+7' 88' |
| Treinador:     |    |                          |
| Hervé Renard   |    |                          |

| GK              | 13 | Guillermo Ochoa        |
| RB              | 19 | Jorge Sánchez 87'      |
| CB              | 3  | César Montes           |
| CB              | 15 | Héctor Moreno          |
| LB              | 23 | Jesús Gallardo         |
| CM              | 4  | Edson Álvarez 16' 87'  |
| CM              | 24 | Luis Chávez            |
| RW              | 22 | Hirving Lozano         |
| AM              | 17 | Orbelín Pineda 77'     |
| LW              | 10 | Alexis Vega 46'        |
| CF              | 20 | Henry Martín 77'       |
| Substituições:  |    |                        |
| FW              | 21 | Uriel Antuna 46'       |
| FW              | 9  | Raúl Jiménez 77'       |
| MF              | 8  | Carlos Rodríguez 77'   |
| DF              | 26 | Kevin Álvarez 87'      |
| FW              | 11 | Rogelio Funes Mori 87' |
| Treinador:      |    |                        |
| Gerardo Martino |    |                        |

| Homem do Jogo Luis Chávez Bandeirinhas: Stuart Burt Simon Bennett Quarto árbitro: István Kovács Quinto árbitro: Vasile Marinescu Árbitro assistente de vídeo: Massimiliano Irrati Árbitros assistentes de árbitro de vídeo: Paolo Valeri Alessandro Giallatini Alejandro Hernández Hernández Ciro Carbone |

## Disciplina
Os pontos por fair play teriam sido usados como critério de desempate se duas equipes tivessem empatadas em todos os demais critérios de desempate. Estes foram calculados com base nos cartões amarelos e vermelhos recebidos em todas as partidas do grupo da seguinte forma:
- primeiro cartão amarelo: menos 1 ponto;
- cartão vermelho indireto (segundo cartão amarelo): menos 3 pontos;
- cartão vermelho direto: menos 4 pontos;
- cartão amarelo e cartão vermelho direto: menos 5 pontos;

Apenas uma das deduções acima seria aplicada a um jogador em uma única partida.
| Seleções       | Jogo 1                                                          | Jogo 1                            | Jogo 1  | Jogo 1               | Jogo 2                               | Jogo 2                            | Jogo 2  | Jogo 2               | Jogo 3                                                    | Jogo 3                            | Jogo 3  | Jogo 3               | Pontos |
| Seleções       | Penalizado com cartão amarelo                                   | Penalizado · Penalizado · Expulso | Expulso | Penalizado · Expulso | Penalizado com cartão amarelo        | Penalizado · Penalizado · Expulso | Expulso | Penalizado · Expulso | Penalizado com cartão amarelo                             | Penalizado · Penalizado · Expulso | Expulso | Penalizado · Expulso | Pontos |
| -------------- | --------------------------------------------------------------- | --------------------------------- | ------- | -------------------- | ------------------------------------ | --------------------------------- | ------- | -------------------- | --------------------------------------------------------- | --------------------------------- | ------- | -------------------- | ------ |
| Argentina      |                                                                 |                                   |         |                      | Montiel                              |                                   |         |                      | Acuña                                                     |                                   |         |                      | –2     |
| Arábia Saudita | Al-Owais, Abdulhamid, Al-Bulaihi, Al-Malki, Al-Dawsari, Al-Abed |                                   |         |                      | Al-Malki, Al-Amri                    |                                   |         |                      | Al-Amri, Al-Hassan, Al-Shehri, Al-Tambakti, Bahebri, Madu |                                   |         |                      | –16    |
| México         | Moreno, Sánchez                                                 |                                   |         |                      | Alvarado, Araujo, Gutierrez, Herrera |                                   |         |                      | Álvarez                                                   |                                   |         |                      | –7     |
| Polónia        | Frankowski                                                      |                                   |         |                      | Kiwior, Cash, Milik                  |                                   |         |                      | Krychowiak                                                |                                   |         |                      | –5     |